# Душев, Андриан
Андриан Павлов Душев (6 июня 1970, София) — болгарский гребец-байдарочник, выступал за сборную Болгарии в конце 1980-х — начале 2000-х годов. Бронзовый призёр летних Олимпийских игр в Атланте, обладатель бронзовой медали чемпионата мира, серебряный и бронзовый призёр чемпионатов Европы, многократный победитель и призёр первенств национального значения. Также известен как тренер по гребле на байдарках и каноэ.

## Биография
Андриан Душев родился 6 июня 1970 года в Софии. Активно заниматься греблей начал в возрасте тринадцати лет, проходил подготовку в столичном спортивном клубе ЦСКА.
Первого серьёзного успеха на взрослом международном уровне добился в 1989 году, когда попал в основной состав болгарской национальной сборной и побывал на домашнем чемпионате мира в Пловдиве, откуда привёз награду бронзового достоинства, выигранную в зачёте четырёхместных байдарок на дистанции 500 метров — лучше финишировали только экипажи из СССР и ФРГ. Принимал участие в мировых первенствах 1990 и 1995 годов, хотя попасть там в число призёров не сумел. Благодаря череде удачных выступлений удостоился права защищать честь страны на летних Олимпийских играх 1996 года в Атланте — в двойках с Милко Казановым занял восьмое место на пятистах метрах и завоевал бронзовую медаль на тысяче метрах, проиграв в решающем заезде командам из Италии и Германии.
После Олимпиады Душев остался в основном составе гребной команды Болгарии и продолжил принимать участие в крупнейших международных регатах. Так, в 1997 году он выступил на чемпионате Европы в Пловдиве, где стал бронзовым призёром в километровой гонке байдарок-двоек. Два года спустя на европейском первенстве в хорватском Загребе дважды поднимался на пьедестал почёта, получил серебро в полукилометровой и километровой программах четвёрок. Ещё через год на аналогичных соревнованиях в польской Познани добавил в послужной список бронзовую медаль километровой программы четырёхместных байдарок.
Начиная с 2009 года занимает должность главного тренера национальной сборной Болгарии по гребле на байдарках и каноэ. С 2010 года женат на титулованной сербско-венгерской байдарочнице Наташе Янич, трёхкратной олимпийской чемпионке, девятнадцатикратной чемпионке мира.